# Elena Iacob
Elena Iacob (n. 30 ianuarie 1933) a fost un deputat român în legislatura 1996-2000, ales în județul Galați pe listele partidului PNȚCD. Elena Iacob a
fost membră în grupurile parlamentare de prietenie cu Marocul și Iordania.